# Юрай Раткай
Юрай Раткай (хорв. Juraj Ratkaj; 22 грудня 1612 — 1 вересня 1666) — хорватський церковний діяч, історик часів панування Габсбургів.

## Життєпис
Походив зі шляхетського роду Раткоїв, баронської гілки. Син барона Петара Раткай та графині Барбари Ердьоді. Народився 1612 року в родинному замку Великий Табор. Освіту здобув спочатку в гімназії, згодом в університеті Граца (Штирія).
1632 року став членом ордену єзуїтів. Викладав вєзуїтських колегіумах Загреба і Дьєра. 1639 року залоишив єзуїтський орден. 1640 року висвячений на священника. Опинився під покровительством Івана III Драшковича, бана Хорватії. 1641 року брав участь у війні проти Османської імперії. 1642 року стає каноніком Загребу. Брав участь в битвах проти шведів на завершальному етапі Тридцятирічної війни.
У 1646 і 1649 роках обирається одним з представників хорватсько-славонських станів на Державних зборах Угорського королівства. 1648 року підвищено до архідиякона та призначено каноніком-лектором. Його кандидатура була висунута на посаду загребського єпископа. Але смерть Драшковича завадила обранню Раткая.
1651 року призначається представником хоратського бана Миколи Зрині з волоської проблеми. Того ж року долучився до бойових дій проти османів. Наприкінці 1650-х років втратив посаду каноніка. Втім загребський єпископ Петар Петретич призначив Раткая священником приходу Св. Іоанна в Загребі. Помер тут 1666 року.

## Творчість
Значну увагу придіялв дослідженню хорватської історії. 1652 року у Відні видав працю латиною «Memoria regum et banorum Regnorim Dalmatiae, Croatiae et Sclavoniae» («Історія королів і банів Далмації, Хорватії і Славонії») з 6 книг, яка стала першою спробою системно викласти історію з давніх часів до сучасного авторові періода. З другої книги ведеться виклад історії власне хорватів.